# Ligornetto
Ligornetto (in dialetto ticinese Ligurnett) è un comune ticinese che dal 2013 è diventato quartiere costitutivo della città di Mendrisio.

## Geografia fisica
Ligornetto è situato nella Campagna Adorna ai piedi del Monte San Giorgio.

## Storia
Ligornetto era già abitato in epoca romana, come testimoniano le numerose tracce rinvenute (in particolare vestigia romane) e la sua prima citazione in un documento risale al 789 ("Logurno"). Nei secoli successivi i richiami si susseguono con delle piccole variazioni, prima di approdare al nome "Ligornetto" nel 1276 ("Lugurno" nel 1033, "Ligurno" nel 1152, "Ligurnio" nel 1209, "Ligorneto" nel 1254). La data del 1254 è anche quella della prima menzione di Ligornetto come comune ("Ligorneto"), dipendente a livello spirituale dalla pieve di Balerna, da cui si separò nel 1557 diventando parrocchia autonoma e attribuendo la funzione parrocchiale alla chiesa di S. Lorenzo. Il comune moderno nacque però nel 1803, quando grazie a Napoleone il Ticino divenne cantone. Questo fu anche il secolo in cui il Ticino subì varie ondate di colera, e Ligornetto non ne fu risparmiato, nonostante non fu tra i paesi più colpiti.
Dal punto di vista economico il paese si basava sulle risorse della terra, in particolare coltivando cereali, viti e tabacco, e dedicandosi alla bachicoltura (fino agli anni venti del XX secolo). Lavorare la terra però non permetteva a tutti la sopravvivenza e quindi molto uomini scelsero la via dell'emigrazione. Tra loro troviamo molti dediti all'attività artigianale e artistica, come stuccatori, scultori, muratori, lapicidi, pittori e architetti. Questo fenomeno collettivo si presenta come una costante in particolar modo nei secoli che vanno dal XVI al XX, che vedono la partenza in direzione dell'Italia prima, dell'Europa centrale e orientale poi, e oltreoceano in seguito di numerose maestranze.

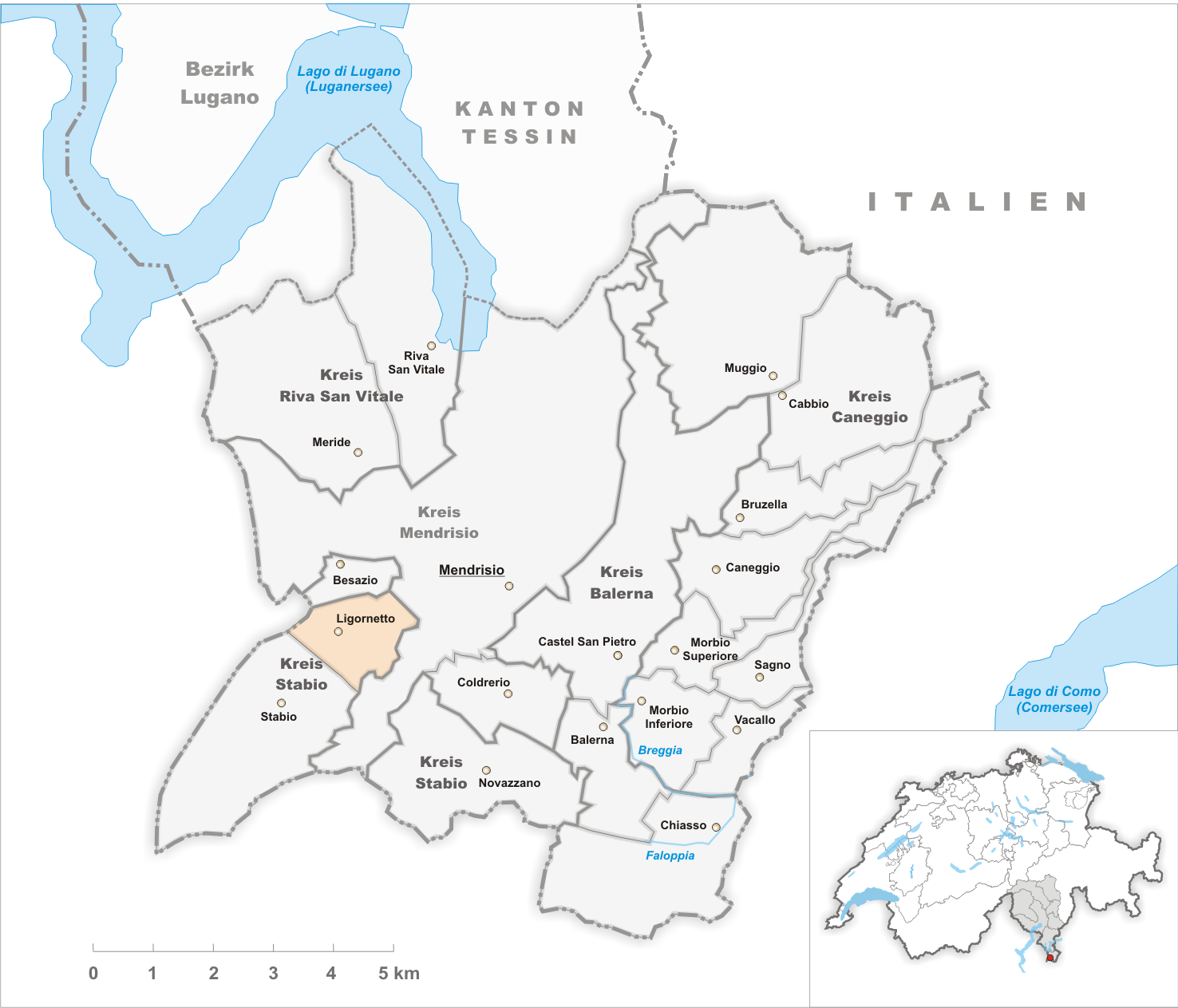
Il territorio del comune di Ligornetto prima degli accorpamenti comunali del 2013

Già comune autonomo che si estendeva per 2,03 km², il 14 aprile 2013 è stato accorpato a Mendrisio assieme agli altri comuni soppressi di Besazio e Meride. La fusione è stata approvata dalla votazione popolare del 20 novembre 2011 (750 favorevoli, 102 contrari).

### Società di Mutuo Soccorso
Nel corso della storia la chiesa si occupò spesso dei più poveri, e solo nell'Ottocento l'assistenza ai poveri cominciò a diventare anche di dominio laico. In territorio ticinese tra il 1875 e il 1900 nacquero molte Società di Mutuo Soccorso operaio, che si proponevano di aiutare i lavoratori quando per malattia, per perdita del lavoro o per un incidente sul cantiere erano impossibilitati a lavorare e quindi mantenere la propria famiglia. Essi erano tenuti al versamento periodico di una certa somma, che andava a costituire il fondo della cassa per erogare gli aiuti. Nel territorio del Mendrisiotto, probabilmente a causa della forte emigrazione e dell'industrializzazione, nacquero molte di queste società, e anche Ligornetto ebbe la sua, che nacque nel 1889 con Spartaco Vela (figlio di Vincenzo Vela) come suo presidente. Alla sua morte nel 1895 egli fece una grande donazione alla Società (oltre a dei fondi volti alla creazione di una scuola di disegno serale) e si decise di modificarne il nome in suo onore, trasformandolo in Società Liberale di Mutuo Soccorso Vincenzo Vela. Questo fu anche l'anno in cui la società perse la sua caratteristica di apartiticità, legandosi al Partito Liberale, per il quale i Vela simpatizzavano (l'altro partito attivo in Ticino in quel periodo era quello Conservatore). Nonostante nel corso del tempo le Società di Mutuo Soccorso vennero sostituite nel loro ruolo dalle assicurazioni sociali (anni 1940-1950),  quella di Ligornetto riuscì a resistere fino al 2010 per due principali motivi: da un lato per le personalità che ne hanno fatto parte (Spartaco Vela, Apollonio Pessina, ecc.) e dall'altro perché essendo legata al Partito Liberale fungeva da polo aggregativo per i membri dello stesso.

### Simboli
Lo stemma "Trinciato, di rosso e d’azzurro da una cotissa d’argento, accompagnata da due spighe di grano d’oro" fu progettato da Apollonio Pessina nel 1939, in occasione della prima Esposizione nazionale di Zurigo, con una piccola differenza: egli proponeva la banda nerastra, che però non fu accettata dalla commissione della Landi visto che questo colore era escluso dall'araldica, e venne quindi sostituita con quella bianca. La presenza delle spighe sottolinea il passato carattere rurale della comunità.

## Monumenti e luoghi d'interesse

### Chiesa di S. Lorenzo

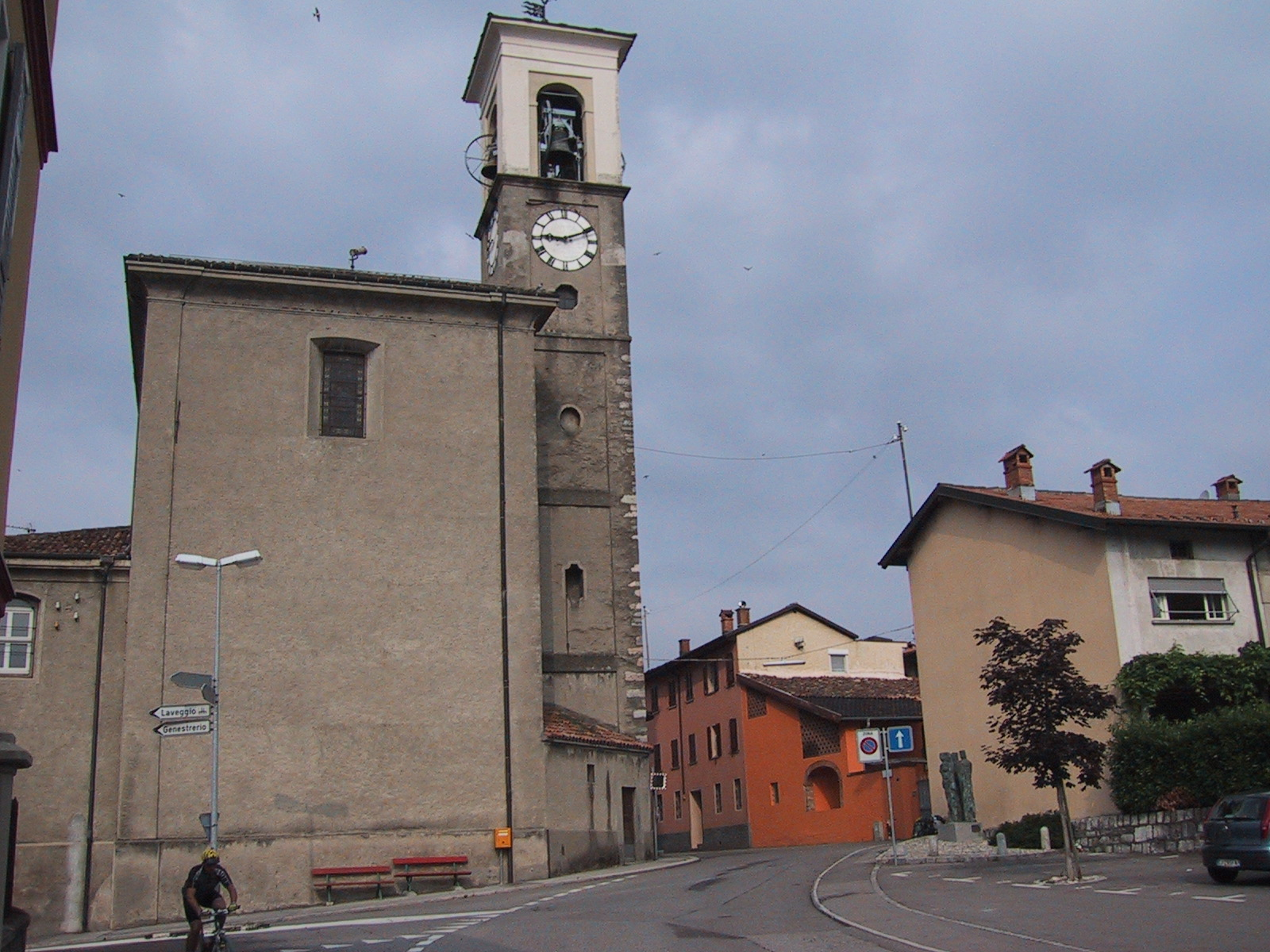
La chiesa parrocchiale di San Lorenzo

Le prime notizie relative alle chiesa di San Lorenzo risalgono al 1209, quando in un documento è menzionato "S.Laurencius de Ligurio". Nel 1557 invece divenne parrocchia, separandosi dalla chiesa matrice di Balerna. Nei secoli successivi, in particolare nel XVIII secolo, fu ampiamente modificata su progetto di Giuseppe Caresana, e nel 1964 fu restaurata.
L'interno della chiesa è caratterizzato da numerose pitture realizzate da Cipriano Pelli nel 1777, ma sono anche presenti opere di artisti come Giovanni Battista Innocenzo Colomba, che realizzò tre grandi tele raffiguranti episodi delle Storie di San Lorenzo (il Martirio, l'Elemosina e il Commiato da papa Sisto V), Ugo Cleis, Giovanni Battista Bagutti e Domenico Colombara.

### Oratorio di S. Giuseppe
L'Oratorio di San Giuseppe è attestato dall'844 e fino al XVIII secolo era dedicato alla Madonna. Il culto di San Giuseppe infatti fu introdotto in seguito all'emigrazione di artisti e artigiani di Ligornetto nel territorio pavese, dove era molto venerato. L'oratorio, il cui edificio viene fatto risalire al XVI secolo, sorge nei pressi di quello che doveva essere un luogo di sepoltura romano, visto che nel 1936-1937 e nel 1973 sono state rinvenute delle tombe romane. Nei secoli successivi alla costruzione si susseguirono una serie di interventi, che portarono al suo ampliamento e a restauri.

Nella cappella di San Giuseppe è presente un altare in marmo realizzato da Antonio Rossi sulla base dei disegni di Giuseppe Caresana (1748).

### Monumento funerario a Vincenzo Vela
Il cimitero di Ligornetto ospita il monumento funerario a Vincenzo Vela, che è stato realizzato da alcuni suoi allievi sulla base del disegno di Augusto Guidini.
L'opera fu restaurata nel corso del 2019-2020.

## Società

### Evoluzione demografica
La popolazione di Ligornetto contava 1 715 abitanti al termine del 2010 registrando una crescita di 41 unità rispetto al 2009.  Il saldo naturale si attestava a +3: nel corso del 2010 erano infatti state 16 le nascite e i decessi 13. L'evoluzione demografica è riportata nella seguente tabella:
Abitanti censiti

### Etnie e minoranze straniere
Nel 2010 1 438 erano gli abitanti con passaporto svizzero, 411 dei quali attinenti al comune, 807 provenienti da altre località ticinesi, 220 svizzeri romandi e tedeschi. Gli stranieri formano il 16,15% dei cittadini in numero di 277 unità, 2 dei quali sono soggiornanti.

## Cultura

### Musei
- Museo Vincenzo Vela: Vincenzo Vela fece costruire la villa che ospita il museo con la triplice funzione di abitazione, laboratorio e museo privato e vi si trasferì nel 1867, aprendola poi al pubblico. Alla sua morte il figlio Spartaco seguì la sua volontà, cedendo la villa e le collezioni (a cui nel frattempo si erano aggiunte sue opere e lavori di Lorenzo Vela, fratello di Vincenzo) alla Confederazione, affinché ne facesse un museo o una scuola. Era la prima volta che la Confederazione riceveva una collezione d'arte privata, e nel 1898 aprì la villa al pubblico come primo museo ticinese con il nome "Museo Vela"[23]. 
Nella casa-museo sono conservati i modelli in gesso di quasi tutte le opere dello scultore[23], i gessi e le terrecotte del fratello maggiore Lorenzo, ma anche le collezioni costituite dalle opere che gli stessi artisti Vincenzo, Lorenzo e Spartaco radunarono nel corso del tempo (in particolare opere del secondo Ottocento lombardo e piemontese). Sono inoltre presenti una biblioteca, una vasta raccolta di fotografie d'epoca, e un numero notevole di schizzi e disegni[24]. 
Tra il 1997 e il 2001 la villa venne ristrutturata da Mario Botta, il quale riuscì nel tentativo di conciliare lo stabile preesistente con la concezione del museo moderno[25].

- Casa Pessina: fu abitata dallo scultore Apollonio Pessina (1879-1958) e dai suoi fratelli Bianca e Tommaso, che la resero un luogo sempre aperto ai più bisognosi, soprattutto esuli, ma anche ai bambini del paese, che dopo scuola vi si recavano[26]. La famiglia Pessina donò poi la casa al comune in memoria dell'artista, e oggi è un luogo di cultura, in cui sono visibili sue opere e suoi disegni e che conserva anche libri e documenti[27]. Inoltre al suo interno sono organizzate mostre temporanee di artisti locali[27].

### Arte
La necessità di "trovare un pane meno duro e con un companatico che non fosse solo 'coltello'" portò molte maestranze a migrare sin dal XII secolo verso l'Italia settentrionale, con un incremento consistente del fenomeno migratorio soprattutto a partire dal XVI-XVII secolo, che portò le maestranze anche in Europa centrale e orientale. Il cambiamento di rotta nelle migrazioni si colloca precisamente verso la metà del XVII secolo ed è collegato direttamente alle condizioni italiane, e in particolare alle continue guerre e all'aumento della manodopera "locale". I ligornettesi però scartarono questa prospettiva di dirigersi a Nord per prediligere Pavia e i suoi dintorni, luoghi che stavano affrontando in quel periodo una prima ondata di iniziative pre-industriali (lanifici, opifici) che portò vantaggio in tutti i campi, compreso quello artistico. Infatti, si costruirono o ampliarono chiese, edifici, case, che richiesero l'intervento soprattutto di muratori, e, come sostiene Giovanni Piffaretti "(...) Ligornetto è sempre stato terra di costruttori di case".

#### Vincenzo Vela (1820-1891)
Vincenzo Vela nacque a Ligornetto da una famiglia di contadini nel 1820 e intraprese inizialmente la strada di scalpellino nelle cave di Besazio, dove si sa che egli era attivo all'età di 10 anni (l'apprendistato iniziava prestissimo e prevedeva che i giovani vivessero con gli artigiani, che gli offrivano oltre all'istruzione anche vitto e alloggio, e li seguissero nelle loro migrazioni). Fu poi mandato a Milano da suo fratello Lorenzo, dove, dopo un breve periodo in cui lavorò come marmista nel Duomo, entrò nello studio dello scultore Benedetto Cacciatori, artista molto noto in quei tempi. Dal 1835 al 1844 frequentò l'Accademia di Brera, al termine della quale ottenne le prime commissioni importanti, tra cui il "Monumento al vescovo Giuseppe Maria Luvini" e "La preghiera del mattino".
Tra le sue opere di maggiore rilievo troviamo lo "Spartaco", opera conclusa nel 1851 e che divenne il simbolo degli ideali risorgimentali. 
Dal 1853 al 1867 visse a Torino dove eseguì alcune delle sue più importanti opere. Dopo la parentesi torinese tornò a Ligornetto, dove nel frattempo aveva fatto costruire una villa con la triplice funzione di abitazione, laboratorio e museo privato. Quest'ultima fu aperta al pubblico dallo stesso scultore del 1868, ed è oggi sede del Museo Vela.

#### Apollonio Pessina (1879-1958)
Apollonio Pessina nacque nel 1879 a Ligornetto, dove poi frequentò la scuola elementare. In seguito studiò alla Scuola Maggiore di Stabio e venne ammesso alla Scuola Cantonale di disegno di Mendrisio, dove si fece riconoscere per la sua abilità. Dalla Svizzera si spostò in Italia, precisamente a Milano, dove frequentò la Reale Accademia di Belle Arti, e poi nel 1905 andò a Parigi per frequentare la Scuola Nazionale di Belle Arti. Solo nel 1919 fece ritorno a Ligornetto e nel giardino della casa paterna costuì il suo atelier, dove realizzò le numerose commissioni che ricevette sia in Ticino, sia nella Svizzera interna, che in Italia del Nord. La sua casa fu inoltre un luogo sempre aperto ai pù bisognosi e ospitò numerosi esuli soprattutto dopo lo scoppio della seconda guerra mondiale. 
Una data importante nella sua vita è quella del 1920, quando ottenne l'incarico di scolpire il monumento ai caduti ticinesi durante la prima guerra mondiale. Egli cominciò inoltre la sua vita politica diventando membro del Gran Consiglio (Partito Liberale-radicale) e venne nominato curatore del Museo Vela.
L'opera che diede maggior prestigio allo scultore fu il monumento della Battaglia dei Sassi Grossi di Giornico, che però gli diede anche molti dispiaceri (ci furono critiche, gelosie, ecc.).

## Geografia antropica
Il quartiere è un agglomerato compatto, dalla particolare planimetria triangolare.

## Infrastrutture e trasporti
Il quartiere è stato servito dalla stazione di Ligornetto-Genestrerio della ferrovia di Valmorea, chiusa nel 1928.

## Amministrazione
Ogni famiglia originaria del luogo fa parte del cosiddetto comune patriziale e ha la responsabilità della manutenzione di ogni bene ricadente all'interno dei confini del quartiere.